# Nataliya Kalashnykova
Nataliya Ivanovna Kalashnykova (Kirovabad, 15 de julio de 1956) es una matemática ucraniana radicada en México. Esta especializada en optimización matemática, y especialmente en optimización binivel, con aplicaciones en el modelado de la migración humana y en la tarificación del gas natural y las carreteras de peaje. Es profesora en la Facultad de Ciencias Físico Matemáticas de la Universidad Autónoma de Nuevo León.

## Biografía
Nació el 15 de julio de 1956 en Kirovabad, RSS de Azerbaiyán (actualmente Gəncə, Azerbaiyán). Obtuvo una maestría en ciencias matemáticas de la Universidad Estatal de Novosibirsk en 1978. Completó un doctorado allí en 1989, a través de la División Siberiana de la Academia de Ciencias de la URSS. Su disertación, Control of Accuracy in Bi-Level Iteration Processes, fue supervisada por Vladimir Aleksandrovich Bulavsky. También obtuvo una segunda maestría en economía de la Universidad Estatal de Sumy en Ucrania en 1999.
Se convirtió en miembro de la facultad en la Universidad Técnica Estatal de Altái, en la Universidad Estatal de Telecomunicaciones e Informática de Siberia en Novosibirsk, y en la Universidad Estatal de Sumy, e investigadora postdoctoral en el Instituto Matemático Económico Central. Se mudó a México en 2001 donde obtuvo su puesto actual en la Universidad Autónoma de Nuevo León.
Kalashnykova es miembro de la Academia Mexicana de Ciencias.

### Vida personal
Está casada con Vyacheslav Kalashnikov Polishchuk, otro matemático exsoviético radicado en México.

## Libros
Kalashnykova es coautora de libros que incluyen:
- Problemas de programación binivel: teoría, algoritmos y aplicaciones a redes de energía (con Stephan Dempe, Vyacheslav Kalashnikov y Gerardo A. Pérez-Valdés, Springer, 2015)
- Public Interest and Private Enterprize (con José Guadalupe Flores Muñiz, Viacheslav V. Kalashnikov y Vladik Kreinovich, Lecture Notes in Networks and Systems 138, Springer, 2021)